# Taraneh Alidoosti
Taraneh Alidoosti (en persa: ترانه عليدوستی‎, nacida el 12 de enero de 1984) es una actriz iraní. En una encuesta entre 130 críticos de cine realizada por la revista Sanate Cinema, fue votada como la mejor actriz  iraní de la década. Se le ha sugerido como una de las mejores actrices de Irán. En 2012, una encuesta similar realizada por la revista Film Monthly también la eligió como la mejor actriz de la década.

## Biografía
Su padre, Hamid Alidoosti, jugó durante mucho tiempo fútbol para el equipo nacional de Irán y fue el primer iraní en jugar para un equipo extranjero, FSV Salmrohr, de la Bundesliga, Alemania; ahora es entrenador de fútbol profesional. La madre de Alidoosti, Nadere Hakimelahi, es escultora y tutora de arte. 
Alidoosti se casó en 2011 y tiene una hija llamada Hannah. Su único hermano murió joven, en un accidente durante el miércoles de fuegos artificiales (una fiesta de Año Nuevo iraní).
Alidoosti es una destacada feminista, conocida por su activismo en el movimiento Me Too en Irán. En diciembre de 2022, fue detenida por las autoridades del país por «hacer afirmaciones sin pruebas y publicar provocaciones», según una agencia de noticias dependiente de la Guardia Revolucionaria Islámica. En realidad, la actriz había criticado la ejecución de un hombre a raíz de las manifestaciones por la muerte de Mahsa Amini, y calificado al régimen teocrático iraní de «tiranía». Así mismo, había publicado en noviembre una foto suya en Instagram sin portar el hiyab y con un cartel con el lema «Mujeres, vida, libertad» de apoyo al movimiento de protesta, tras lo cual su cuenta en dicha red social fue eliminada.

## Carrera
Comenzó su carrera como actriz a los 17 años con el papel principal en I'm Taraneh, 15 ( Rasul Sadr Ameli, 2002). Los críticos elogiaron su actuación como una desafiante niña de 15 años que, después de una relación fallida, está decidida a criar a su hijo sola, mientras lucha con la pobreza y el estigma social. Ganó el Leopardo de Bronce a la Mejor Actriz del Festival Internacional de Cine de Locarno en 2002, así como el Crystal Simorgh a la Mejor Actriz del siglo  XX en el Festival de Cine de Fajr, convirtiéndose en la persona más joven en hacerlo. Poco después estableció otro récord, siendo nominada tres veces consecutivas al premio a la mejor actriz del Festival de Cine Fajr por sus tres primeras películas. Desde entonces, ha mantenido un flujo de trabajo constante pero selectivo tanto en teatro como en cine. Es conocida sobre todo por su criterio selectivo al aceptar papeles desafiantes y dramáticos, como lo demuestra su larga colaboración con el ganador del Oscar Asghar Farhadi. 
Alidoosti desempeñó el papel principal durante las tres temporadas de la exitosa serie de televisión iraní Shahrzad. 
Con fluidez en alemán e inglés, también ha traducido libros de Alice Munro y Nicole Krauss del inglés al farsi. 

## Boicot a los Premios de la Academia
El 26 de enero de 2017, anunció que boicotearía la 89a edición de los Premios de la Academia donde The Salesman había sido nominada a la Mejor Película en Lengua Extranjera debido a las estrictas restricciones de viaje de visas que la administración Trump planeaba imponer a los iraníes.

## Filmografía

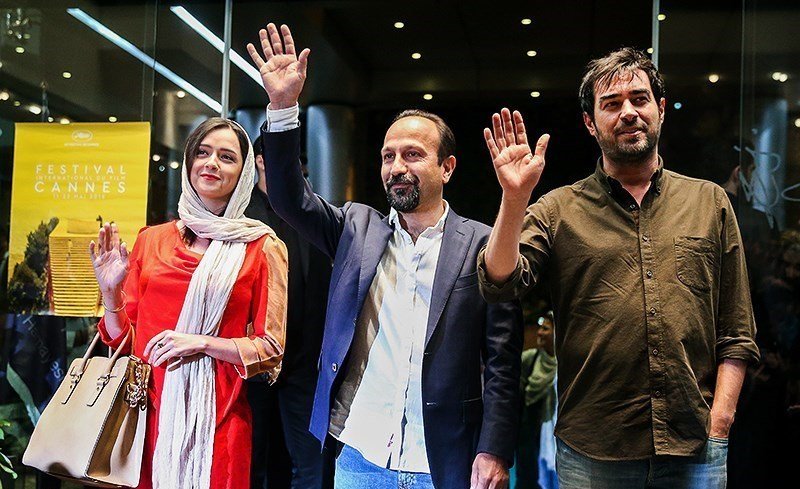
Alidoosti con Asghar Farhadi y Shahab Hosseini en la conferencia de prensa de The Salesman, mayo de 2016

### Televisión
| Año       | Título   | Papel            | Red      |
| --------- | -------- | ---------------- | -------- |
| 2015-2018 | Shahrzad | Shahrzad Sa'adat | Film Net |

### Películas
| Año  | Título                    | Papel             |
| ---- | ------------------------- | ----------------- |
| 2002 | I'm Taraneh, 15           | Taraneh Parnian   |
| 2003 | The Ziba City             | Firoozeh          |
| 2005 | Jamshid and Khorshid      | Khorshid          |
| 2006 | Fireworks Wednesday       | Rouhi             |
| 2007 | Canaan                    | Mina              |
| 2008 | Shirin                    | Taraneh Alidoosti |
| 2008 | Life With Closed Eyes     | Parastoo          |
| 2008 | About Elly                | Elly              |
| 2009 | The Secret Of Taran Plain | Nurse             |
| 2009 | Tardid                    | Mahtab            |
| 2010 | Whatever God Wants        | Parmida           |
| 2010 | At The End Of 8th Street  | Niloofar          |
| 2012 | Modest Reception          | Leyla             |
| 2012 | The Wedlock               | Sanaz             |
| 2013 | The Shallow Yellow Sky    | Ghazal            |
| 2014 | Absolute Rest             | Samira            |
| 2014 | Atom Heart Mother         | Arineh            |
| 2016 | The Salesman              | Rana              |

## Premios y nominaciones
| Año  | Premio                                    | Categoría                                 | Trabajo nominado       | Resultado |
| ---- | ----------------------------------------- | ----------------------------------------- | ---------------------- | --------- |
| 2002 | Festival de cine Fajr                     | Mejor actriz                              | I'm Taraneh 15         | Ganadora  |
| 2002 | Locarno International Film Festival       | Mejor actriz                              | I'm Taraneh 15         | Ganadora  |
| 2004 | Fajr Film Festival                        | Mejor actriz                              | The Beautiful City     | Nominada  |
| 2012 | Cinefan Festival of Asian and Arab Cinema | Competition Award                         | Modest Reception       | Ganadora  |
| 2013 | Vesoul International Film Festival        | Mención especial del jurado Internacional | Modest Reception       | Ganadora  |
| 2013 | Fajr Film Festival                        | Mejor actriz                              | The Shallow Yellow Sky | Nominada  |
| 2016 | 16th Hafez Award                          | Mejor actriz                              | Shahrzad               | Nominada  |